# Kilstett
Kilstett est une commune française située dans la circonscription administrative du Bas-Rhin et, depuis le 1er janvier 2021, dans le territoire de la collectivité européenne d'Alsace, en région Grand Est.
Ses habitants sont appelés les Kilstettois et Kilstettoises.

## Géographie

### Localisation
Kilstett est située à environ 15 km au nord de Strasbourg.
Le village possède une gare SNCF sur la ligne Strasbourg - Lauterbourg, entre La Wantzenau et Gambsheim. Il est situé sur la Véloroute Rhin EV 15 (1 320 km) qui relie la source du Rhin, située à Andermatt en Suisse, à son embouchure à Rotterdam. Le risque de conurbation entre La Wantzenau, Kilstett et Gambsheim est élevé selon l'ADEUS. La construction d'un lotissement au nord de la ville de La Wantzenau, au lieu-dit Schwemmloch, en direction de Kilstett, renforce cette hypothèse.

### Hydrographie

#### Réseau hydrographique
La commune est dans le bassin versant du Rhin au sein du bassin Rhin-Meuse. Elle est drainée par le ruisseau le Landgraben, le ruisseau le Giessen, la Fosse Neugraben et le ruisseau l'Erlengraben,.
Le Landgraben, d'une longueur de 41 km, prend sa source dans la commune de Berstett et se jette  dans la Moder à Dalhunden, après avoir traversé onze communes. 

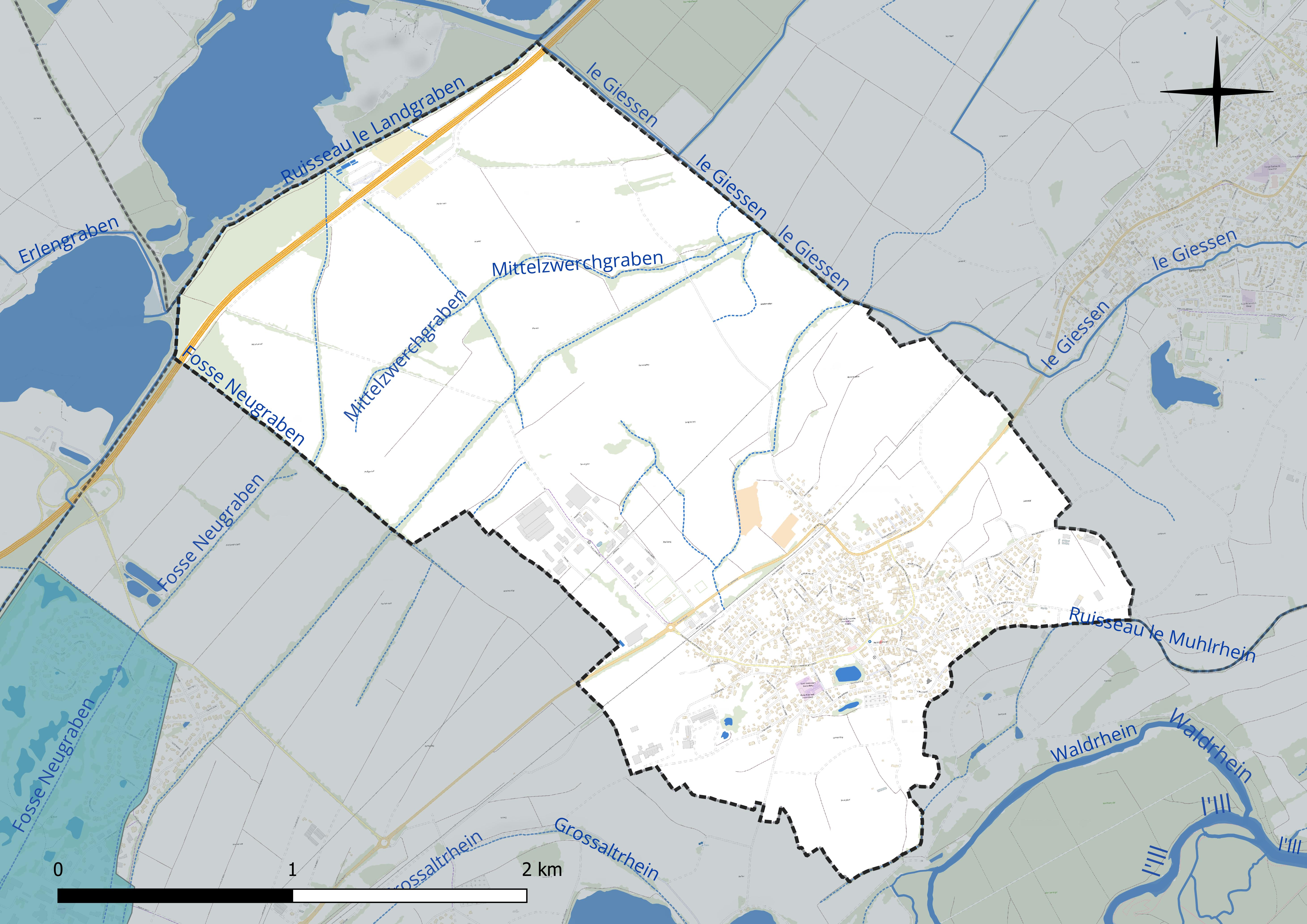
Réseau hydrographique de Kilstett.

#### Gestion et qualité des eaux
Le territoire communal est couvert par le schéma d'aménagement et de gestion des eaux (SAGE) « Ill Nappe Rhin ». Ce document de planification concerne la nappe phréatique rhénane, les cours d'eau de la plaine d'Alsace et du piémont oriental du Sundgau, les canaux situés entre l'Ill et le Rhin et les zones humides de la plaine d'Alsace. Le périmètre s’étend sur 3 596 km2. Il a été approuvé le 17 janvier 2005. La structure porteuse de l'élaboration et de la mise en œuvre est la région Grand Est. 
La qualité des cours d’eau peut être consultée sur un site dédié géré par les agences de l’eau et l’Agence française pour la biodiversité. 

### Climat
Pour des articles plus généraux, voir Climat du Grand Est et Climat du Bas-Rhin.
En 2010, le climat de la commune est de type climat des marges montargnardes, selon une étude du Centre national de la recherche scientifique s'appuyant sur une série de données couvrant la période 1971-2000. En 2020, Météo-France publie une typologie des climats de la France métropolitaine dans laquelle la commune est exposée à un climat semi-continental et est dans la région climatique  Alsace, caractérisée par une pluviométrie faible, particulièrement en automne et en hiver, un été chaud et bien ensoleillé, une humidité de l’air basse au printemps et en été, des vents faibles et des brouillards fréquents en automne (25 à 30 jours). 
Pour la période 1971-2000, la température annuelle moyenne est de 10,7 °C, avec une amplitude thermique annuelle de 17,9 °C. Le cumul annuel moyen de précipitations est de 742 mm, avec 9,5 jours de précipitations en janvier et 10 jours en juillet. Pour la période 1991-2020, la température moyenne annuelle observée sur la station météorologique de Météo-France la plus proche, « Waltenheim-sur-zorn », sur la commune de Waltenheim-sur-Zorn à 18 km à vol d'oiseau, est de 11,3 °C et le cumul annuel moyen de précipitations est de 652,2 mm. 
La température maximale relevée sur cette station est de 38 °C, atteinte le 7 août 2015 ; la température minimale est de −14,9 °C, atteinte le 20 décembre 2009,,. 
Les paramètres climatiques de la commune ont été estimés pour le milieu du siècle (2041-2070) selon différents scénarios d'émission de gaz à effet de serre à partir des nouvelles projections climatiques de référence DRIAS-2020. Ils sont consultables sur un site dédié publié par Météo-France en novembre 2022.

## Urbanisme

### Typologie
Au 1er janvier 2024, Kilstett est catégorisée petite ville, selon la nouvelle grille communale de densité à sept niveaux définie par l'Insee en 2022.
Elle appartient à l'unité urbaine de Kilstett, une unité urbaine monocommunale constituant une ville isolée,. Par ailleurs la commune fait partie de l'aire d'attraction de Strasbourg (partie française), dont elle est une commune de la couronne,. Cette aire, qui regroupe 268 communes, est catégorisée dans les aires de 700 000 habitants ou plus (hors Paris),.

### Occupation des sols
L'occupation des sols de la commune, telle qu'elle ressort de la base de données européenne d’occupation biophysique des sols Corine Land Cover (CLC), est marquée par l'importance des territoires agricoles (77,6 % en 2018), en diminution par rapport à 1990 (82,8 %). La répartition détaillée en 2018 est la suivante : 
terres arables (77,4 %), zones urbanisées (18,5 %), forêts (3,8 %), zones agricoles hétérogènes (0,2 %), eaux continentales (0,1 %). L'évolution de l’occupation des sols de la commune et de ses infrastructures peut être observée sur les différentes représentations cartographiques du territoire : la carte de Cassini (XVIIIe siècle), la carte d'état-major (1820-1866) et les cartes ou photos aériennes de l'IGN pour la période actuelle (1950 à aujourd'hui).

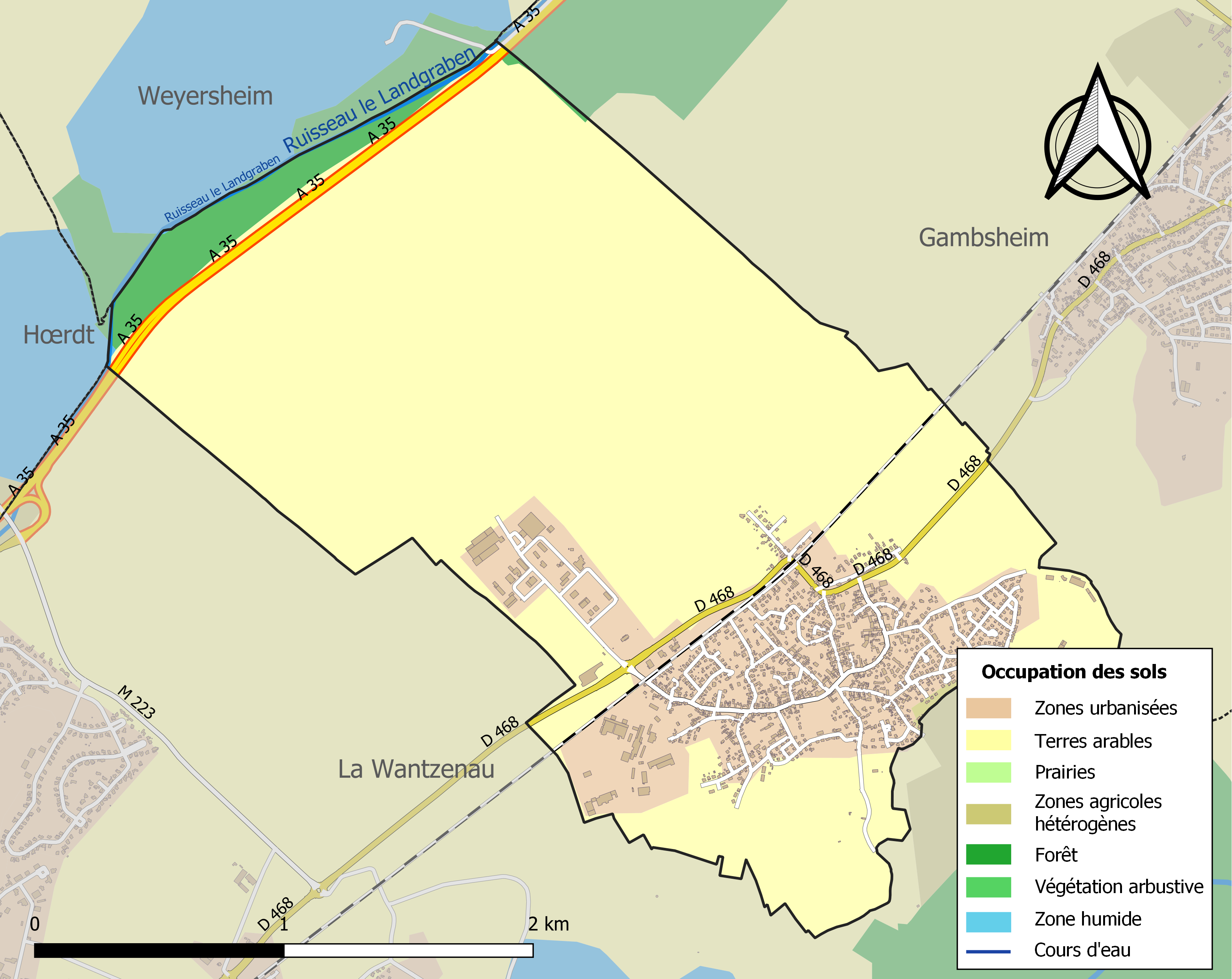
Carte des infrastructures et de l'occupation des sols de la commune en 2018 (CLC).

## Histoire

### Bataille de Kilstett (janvier 1945)
En janvier 1945, pendant la Seconde Guerre mondiale, une contre-offensive lancée par l'armée allemande pour tenter de reprendre Strasbourg fut stoppée lors de la bataille de Kilstett. Les Allemands lancent l'opération « Nordwind » pour reprendre Strasbourg : les combats ont lieu au nord et au sud de la ville et Kilstett est le lieu de défense de ses accès : les Allemands sont contenus quand la 1re Armée décide de faire venir des Vosges des éléments d'artillerie du 67e RA, en appui à la Wantzenau et Hœrdt, pour protéger le 3e régiment de Tirailleurs Algériens, le 7e chasseurs, le 1er régiment de Marche de la Légion Étrangère, et le 3e Spahis,.
« Le 3 janvier au matin, alors que la 1re armée française est tout entière au contact dans la poche de Colmar, de Lattre, ayant reçu l'ordre d'inclure Strasbourg dans la zone de son armée, décide aussitôt d'y envoyer le général Guillaume avec sa 3e DIA. Mais cette grande unité, alors sur la ligne des crêtes vosgiennes, ne pourra rejoindre que le 5 janvier en fin de journée.
Or la menace sur Strasbourg se précise. Dans la nuit du 4 au 5 - selon un renseignement F.F.I. -, l'ennemi a entrepris la construction d'un pont devant Gambsheim afin de permettre à ses blindés de traverser le Rhin.
Le général Schwartz, gouverneur militaire de Strasbourg, affirme qu'il se battra jusqu'au bout. Il ne dispose cependant que de très faibles forces : 4 escadrons de la garde républicaine médiocrement armés, à effectif très réduit (moins de 350 hommes) et des F.F.I. strasbourgeois.
Les 4 unités de la garde républicaine (...) constituaient, sous les ordres du chef d'escadron Daucourt, un groupement articulé en 2 sous groupements : 
- le 3e et le 5e escadron d'une part ;
- le 4e et le 8e escadron d'autre part.

Chaque escadron avait créé un groupe franc qui patrouillait la nuit ou tenait des observatoires avancés vers le Rhin.
Pour cette mission très dangereuse, le chef d'escadron Daucourt désigne les 4e et 8e escadrons, renforcés par un peloton du 5e escadron, soit à peine 200 hommes. Liaison est aussitôt prise avec les F.F.I. locaux et avec un élément américain qui se trouve encore là en arrière-garde du repli amorcé.
(...) La progression aidée par les F.F.I. de Kilstett démarre à 15 h 15, sur un terrain découvert et absolument plat. À 600 mètres du premier objectif - Bettenhoffen - les premiers éléments sont pris sous le feu d'armes automatiques. Plusieurs gardes républicains sont blessés. Malgré l'absence totale de feux de soutien ami, la progression continue sous un violent tir d'artillerie et de mortiers.
Le lieutenant Cambours, commandant le 4e escadron, tombe mortellement frappé. Son adjoint, le lieutenant Perré est grièvement blessé.
Les escadrons manœuvrent pour déborder la résistance allemande. Vers 16 h 30, les tirs d'artillerie ennemis s'intensifient, tuant 3 gardes républicains et en blessant encore plusieurs autres.
Malgré tout, la progression se poursuit. 2 blessés refusent de se faire évacuer. Il s'agit du garde Barjolet, le visage ravagé par un éclat d'obus et du garde Martin, qui, un œil crevé et divers bras fracassé, doit faire l'objet d'un ordre ferme pour aller se faire soigner.
En dépit de l'opposition acharnée de l'ennemi, les abords de Bettenhoffen sont atteints. Cependant, devant la supériorité écrasante des tirs adverses et la diminution inquiétante des munitions, le repli est décidé. Les gardes décrochent sous un feu d'enfer et viennent se réinstaller défensivement devant Kilstett, ramenant avec eux les blessés et mourants. La nuit tombe, troublée de rafales de mitrailleuses et d'explosions d'obus, tandis que de menaçants grondements de chars ennemis laissent présager l'attaque au petit jour.
Celle-ci ne se produira cependant pas. Les Allemands ont été « bluffés » par l'ardeur combative des gardes et par ailleurs, l'artillerie américaine alertée, a détruit le pont en construction devant Gambsheim, interdisant ainsi aux panzers la traversée du Rhin.
En lieu et place d'une attaque allemande, c'est une compagnie américaine arrivée le 6 janvier à 7 h qui tente aussitôt, avec 3 chars et la garde républicaine en accompagnement, de poursuivre l'opération commencée la veille.
Cette colonne ne peut percer mais ramène une centaine de prisonniers allemands. Les gardes les font parler et apprennent avec stupéfaction - mais non sans fierté - qu'avec 200 hommes à peine ils ont réussi à tenir en échec la tête de pont ennemie comprenant 1 600 combattants aguerris (...).
Ce renseignement exalte le moral de tous sans cependant estomper le lourd tribut des pertes subies : 
- 1 officier tué : lieutenant Georges Cambours ;
- 3 gardes tués : Émile Barbin, Fernand Kember et Irénée Lannoy ;
- 1 officier très grièvement blessé : lieutenant Perré (devenu général en 1977) ;
- 15 gradés et gardes blessés, la plupart grièvement.

(...) La gendarmerie a fait élever, avec le concours des habitants du village, une stèle solennellement inaugurée le 23 janvier 1949 et devant laquelle la gendarmerie d'Alsace célèbre chaque année les combats de janvier 1945 par une prise d'armes commémorative. »
— Extrait de l'article rédigé par le lieutenant colonel (er) Lallemant Claude "Kilstett, 5 janvier 1945, La gendarmerie gardienne du serment de Koufra", SNAAG Magazine no 274, avril 2006, p. 17-18)
Contrairement à ce qui est dit ci-dessus, ce n'est pas une compagnie américaine qui est arrivée en renfort au matin du 6 janvier, mais des éléments de la 8e compagnie de marche du Tchad, unité de la 2e D.B. du général Leclerc. Au cours des combats furent tués, entre autres, l'adjudant Groetz et le caporal Saussier. À l'origine, la 8e compagnie du régiment de marche du Tchad fut créée avec une unité de F.F.I. du XVe arrondissement de Paris nommée « Escadron de Vaugirard ».
À l'issue de la bataille, le général de Lattre de Tassigny, commandant en chef de la 1re Armée française, cite à l’ordre de l'Armée le 2e bataillon du 3e régiment de tirailleurs algériens de la 3e DIA et à l'ordre du corps l'armée, son 3e bataillon :
« Magnifique bataillon qui, sous les ordres du chef de bataillon de Reyniès, s’est montré aussi ardent et manœuvrier dans l’attaque qu’obstiné et inébranlable dans la défense. [...] Les 7 et 16 janvier 1945, s’est résolument porté à l’attaque de Bettenhoffen défendu par un ennemi puissamment retranché. Est parvenu au prix de pertes sévères à mordre dans les défenses avancées du village, à faire 53 prisonniers. Bloqué par des tirs violents des armes automatiques ennemies, ne s’est retiré de ses positions de départ que sur ordre et dans un ordre parfait, en brisant net les tentatives de poursuites de l’ennemi. Dans la nuit du 21 au 22 janvier 1945, renforcé par la 6e compagnie, a résisté victorieusement dans Kilstett, à l’attaque de deux bataillons allemands appuyés par des chars ‘Panther’ et une puissante artillerie. Complètement encerclé, a résisté maison par maison, permettant ainsi à la contre-attaque menée dans la matinée du 22 janvier 1945 d’arriver à temps pour rétablir notre position. Aussitôt dégagé a participé, malgré sa fatigue, au nettoyage de Kilstett et de ses abords. A été ainsi l’un des meilleurs artisans de la déroute du régiment de Marbach, qui a laissé de nombreux cadavres et 4 chars sur le terrain, et 250  prisonniers entre ses mains. Par sa résistance farouche, par son ardeur, a mis définitivement un terme aux ambitions allemandes sur Strasbourg. »
— Citation à l'ordre du Corps d'Armée attribuée au 3e bataillon du 3e R.T.A. lors de la bataille de Kilstett et de la défense de Strasbourg
« Magnifique Bataillon qui, sous les ordres du chef de bataillon Destremau, n'a cessé de se distinguer par son habileté manœuvrière et sa ténacité.
[...] Vient à nouveau de prouver sa valeur dans la région nord de Strasbourg. Le 22 janvier 1945, en dégageant au cours d'une brillante contre-attaque le 3/3 R.T.A. encerclé dans Kilstett par deux Bataillons allemands appuyés par des panzers. Le 31 janvier 1945, en s'emparant de Gambsheim à la suite d'une remarquable manœuvre d'inﬁltration, a permis ainsi de mettre définitivement Strasbourg à l'abri des visées allemandes. »
— Citation à l'ordre de l'Armée attribuée au 2e bataillon du 3e R.T.A. lors de la bataille de Kilstett et de la défense de Strasbourg, Ordre n° 1064 le 20 août 1945

## Politique et administration

### Liste des maires

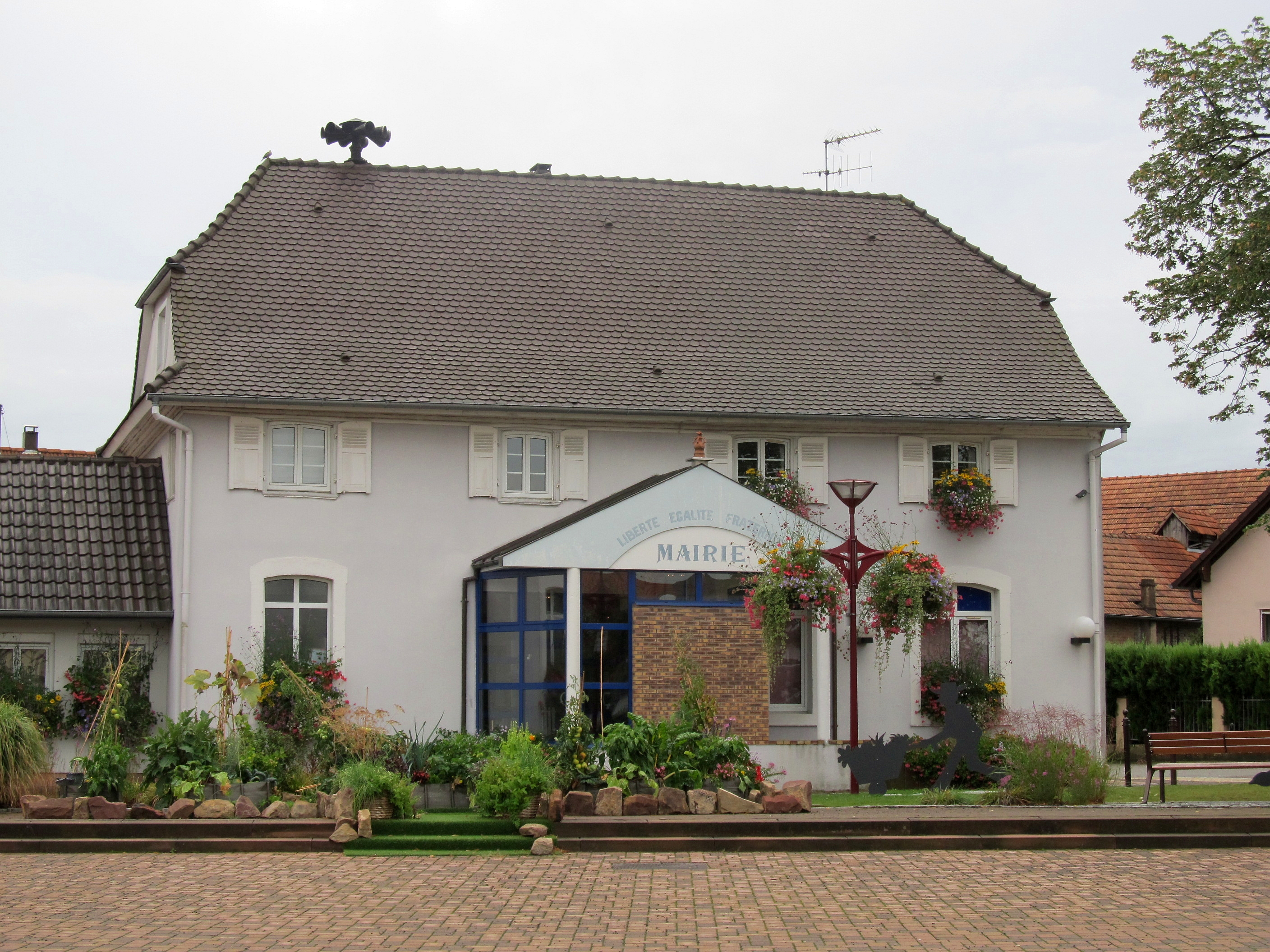
La mairie.

Depuis l'après-guerre, cinq maires se sont succédé à la tête de la commune.

## Démographie
L'évolution du nombre d'habitants est connue à travers les recensements de la population effectués dans la commune depuis 1793. Pour les communes de moins de 10 000 habitants, une enquête de recensement portant sur toute la population est réalisée tous les cinq ans, les populations de référence des années intermédiaires étant quant à elles estimées par interpolation ou extrapolation. Pour la commune, le premier recensement exhaustif entrant dans le cadre du nouveau dispositif a été réalisé en 2008.

En 2022, la commune comptait 2 548 habitants, en évolution de +0,39 % par rapport à 2016 (Bas-Rhin : +3,17 %, France hors Mayotte : +2,11 %).
| 1793 | 1800 | 1806 | 1821 | 1831 | 1836 | 1841 | 1846 | 1851 |
| ---- | ---- | ---- | ---- | ---- | ---- | ---- | ---- | ---- |
| 468  | 490  | 540  | 670  | 737  | 730  | 800  | 771  | 791  |

| 1856 | 1861 | 1866 | 1871 | 1875 | 1880 | 1885 | 1890 | 1895 |
| ---- | ---- | ---- | ---- | ---- | ---- | ---- | ---- | ---- |
| 752  | 758  | 795  | 799  | 811  | 777  | 804  | 780  | 789  |

| 1900 | 1905 | 1910 | 1921 | 1926 | 1931  | 1936  | 1946  | 1954  |
| ---- | ---- | ---- | ---- | ---- | ----- | ----- | ----- | ----- |
| 812  | 848  | 883  | 891  | 933  | 1 004 | 1 007 | 1 003 | 1 063 |

| 1962  | 1968  | 1975  | 1982  | 1990  | 1999  | 2006  | 2008  | 2013  |
| ----- | ----- | ----- | ----- | ----- | ----- | ----- | ----- | ----- |
| 1 161 | 1 257 | 1 548 | 1 510 | 1 406 | 1 923 | 2 270 | 2 369 | 2 555 |

| 2018  | 2022  | - | - | - | - | - | - | - |
| ----- | ----- | - | - | - | - | - | - | - |
| 2 482 | 2 548 | - | - | - | - | - | - | - |

## Culture locale et patrimoine

### Lieux et monuments

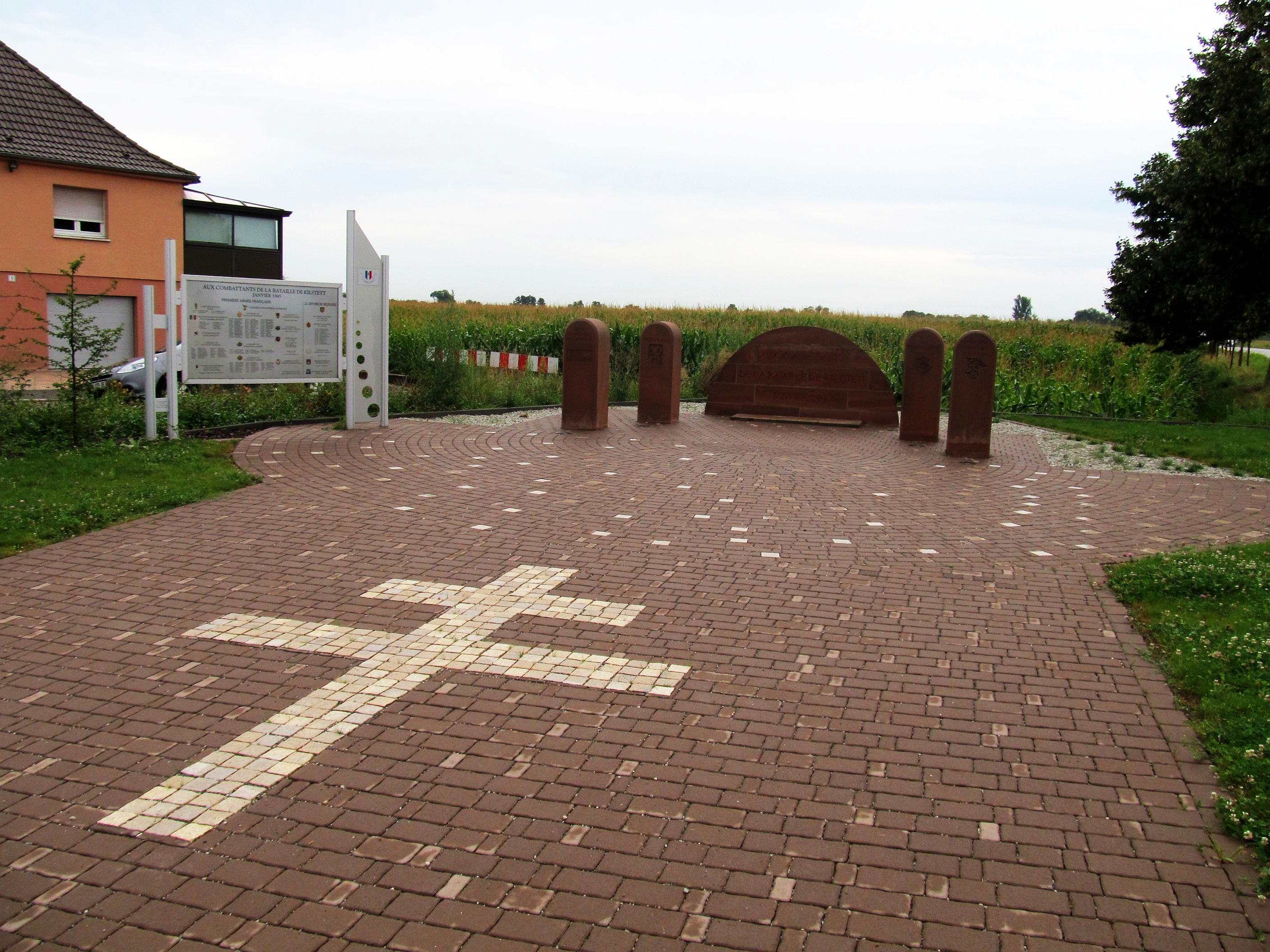
Mémorial de la bataille.

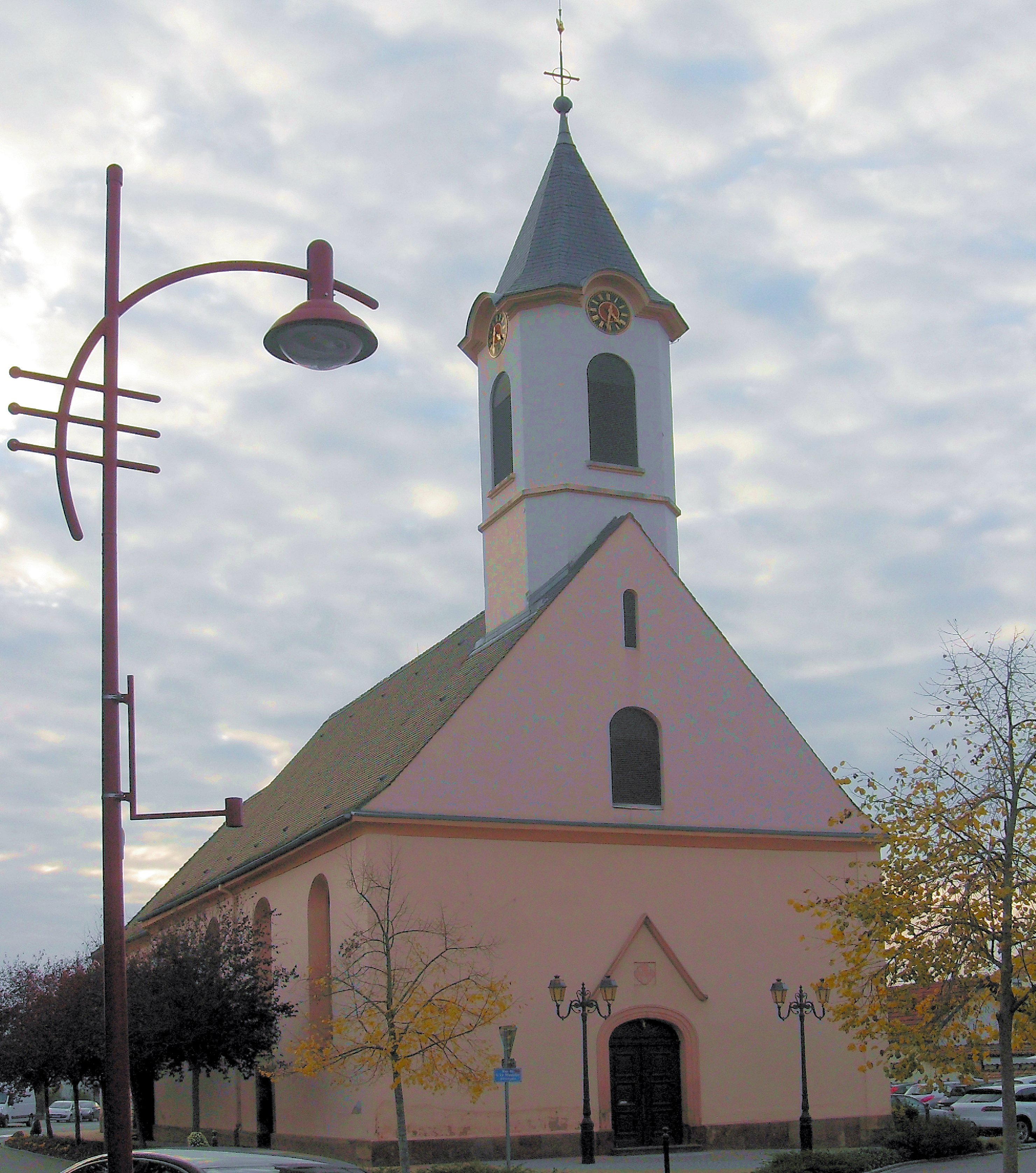
L'église Saint-Jean-l'Évangéliste.

- Monument à la mémoire des combattants de la bataille de Kilstett, rue des Hirondelles.
- Monument des 5 Disparus, place du Souvenir-Français.
- Monument de la Garde, à l'entrée sud du village.
- Plaque en mémoire de la Task force Linden, rue de la Forêt.
- L'église Saint-Jean.
- Les calvaires.

### Personnalités liées à la commune
- Aloïse Alphonse Schott (de) (1857-après 1918), médecin et parlementaire au Landtag d'Alsace-Lorraine né à Kilstett.
- Germain Sprauer (1920-1999), homme politique né à Kilstett.

### Héraldique
| Blason de Kilstett | Blason  | Coupé : au 1er d’argent au crampon en forme de S de sable, au 2e de gueules plein. », |
| Blason de Kilstett | Détails |                                                                                       |